# 이와츠보 리에
이와츠보 리에(일본어: 岩坪 理江, 1963년 1월 28일 ~ )는 일본의 성우이다. 2004년경에 은퇴했다고 알려져 있으나 공식적으로는 발표한 바가 없다.

## 출연 작품
- 괴짜가족 - 오오사와기 고테츠
- 꾸러기 마녀 노노 - 쟝 루브랑
- 레드 바론 - 고조 쇼코
- 리스키&세이프티 - 세이프티, 리스키
- 아이들의 장난감 - 오자키 리호
- 절대무적 라이징오 - 구리키 요코, 츠키시로 아스카
- 지구용사 선가드 - 아마노 하루카
- 요정희 렌 - 나츠키, 하루키, 미즈키
- 아이돌 프로젝트 - 스즈카제 시온
- 아이들의 장난감 - 오자키 리호
- 빅쿠리맨 2000 - 해피